# 施塔肯多夫
施塔肯多夫（德語：Stakendorf）是德国石勒苏益格－荷尔斯泰因州的一个市镇。总面积7.97平方公里，总人口451人，其中男性218人，女性233人（2011年12月31日），人口密度57人/平方公里。